# Pam Henning
Pam Henning, pseudoniem van Cornelia Catharina Pamela Ingenegeren (Batavia (Nederlands-Indië), 20 november 1917 - Eindhoven, 12 juni 2008) was een Nederlands cabaretière en actrice.

## Familie
Pamela was de dochter van het echtpaar Catharina Maria Huber uit Djember en waterstaatingenieur Antonie Cornelis Ingenegeren uit Tiel, verblijvend in Weltevreden.  Ze was tussen 1939 en 1946 (echtscheiding) getrouwd met acteur Leo de Hartogh, tussen 1948 en 1953 (echtscheiding) met acteur Kees Brusse (Pam Brusse). In 1953 hertrouwde ze opnieuw; ditmaal met ingenieur Hidzer Herman Kiewiet de Jonge, adviseur bij Koninklijke Philips. Haar artiestennaam verwijst naar haar ouders Huber en Ingenegeren. 

## Loopbaan
Tot haar zestiende bleef ze in Nederlands-Indië wonen en maakte haar de Indonesische dansen eigen. Het gezin vertrok vervolgens naar Zeist waar ze de Hogereburgerschool (3-jarige HBS) afmaakte. De daarop aangesloten opleiding aan het Zeister Lyceum maakte niet af. Die eerste periode in Zeist werd gekenmerkt door het halen van onderwijsdiploma’s tekenen en schilderen. Dat dochter danseres wilde worden keurden de ouders af. Toch sloop de dans haar leven langzaam binnen met danslessen van Gertrud Leistikow en Ankie Heukers. Dat dansen leverde onder andere een optreden op in de film Van het een komt het ander met onder meer zwemster Willy den Ouden, te schieten in Brussel. Ze danste ook bij Snip en Snap binnen "De Anita Dansgroep". Ze speelde al eerder mee in de speelfilm Zomerzotheid (1936), maar deze film werd - hoewel voltooid - nooit in roulatie gebracht. Toen Duitsland Brussel bombardeerde en even later bezette, kon het echtpaar De Hartogh-Ingenegeren via Marseille vluchten naar Nederlands-Indië en trok daar in bij haar vader in Bandoeng. Ze stichtten de Bandgoensche Tooneelgroep. Daar ontmoette het echtpaar Wim Kan en Corry Vonk dat daar ook gestrand was. Ze treden toe tot het ABC-cabaret. Tijdens een tournee door de Oost werden ze alle vier door de Japanse bezetters geïnterneerd; Pam Henning en Corry Vonk traden wel op in die kampen (les deuz ânes). Daar waar mogelijk bleef Pam tekenen op wat maar voorhanden was. Na terugkeer in Nederland werkte Henning opnieuw samen met Wim Kan. Zij ging meewerken aan radio-programma's als Negen heit de klok, Triangelcabaret, De bonte dinsdagavondtrein , Artiestencafé en verschillende hoorspelen (steeds op freelance-basis), werkte mee aan de allereerste tv-uitzendingen bij Philips onder Erik de Vries. Al tijdens haar huwelijk met Brusse werden optredens schaarser; het huwelijk bracht weinig geluk, bovendien kostte het enige tijd om te scheiden. Tijdens de optredens van het ABC voor de Nederlandse Vereniging Parijs leerde ze Herman Kiewiet de Jonge kennen. Daarna trad ze nog incidenteel op.

## Na actieve loopbaan
Zij hield zich voortaan bezig met het schilderen van portretten en landschappen. Zij exposeerde dertig jaar lang in Frankrijk (waar ze twee jaar woonde), India (waar ze vijf jaar in Poona woonde; haar man moest er een nieuwe fabriek opzetten) en Nederland.. In 1959 kwam het echtpaar terug naar Eindhoven. In 1960 was ze even terug bij het Artiestencafé van Wim Ibo; ze speelde toen de rol van clown; ze vond dat er maar weinig vrouwelijke clowns waren. Ze regisseerde daar nog kindercabaret en schilderde en tekende. Het echtpaar trok weer naar Frankrijk, ditmaal de Côte d'Azur. Rond 1997 kwam het echtpaar vanwege ze ziekte van Kiewiet de Jonge, waar hij in juni 1997 overlijdt. De laatste levensjaren bracht Henning door in een verzorgingstehuis, waarbij ze steeds heviger geplaagd werd door oorlogsherinneringen; ze zou er nooit over praten.